# Josep Lluís Guzman i Antich
Josep Lluís Guzman y Antich (Sabadell, 15 de mayo de 1954 - Sabadell, 14 de abril de 2017) fue un compositor y pedagogo catalán. Destacó, sobre todo, en la producción de obra coral y música de cámara, a pesar de que también escribió varias obras para orquesta. 

## Biografía
Realizó sus estudios de flauta travesera, armonía, contrapunto y fuga en el Conservatorio Superior de Música de Barcelona y composición e instrumentación al Conservatorio Superior de Badalona. Formó parte del Cuarteto Laietà entre 1976 y 1980. Empezó a ejercer como docente al Conservatorio de Sabadell, donde fundó la Orquesta de cámara de este centro entre los años 1982 y 1985. Posteriormente, ejerció de profesor al Conservatorio Municipal de Cervera desde el año 1985 hasta el 1995. El 1990 empieza a trabajar en la Escuela de Música de Ponts. Dirige varios coros, entre ellos el Orfeó de Tremp y el Orfeó Artesenc.

## Obras
Entre las más destacadas se encuentran:
- Canción de llaurar (1982) estrenada por la Orquesta Ciudad de Barcelona
- Los caminos del sol (1991) estrenada por la Orquesta Ciudad de Barcelona
- Moviment per a un estiu (1992) obra para ballet.
- Confidèncias a Antonio Machado [4] sobre un poema de Pere Quart (Joan Oliver), para soprano y orquesta. Estrenada en Sabadell por l´Orquesta Simfònica del Vallès (1994)
- Fantasía per copla i percussió (2004)
- El càntic dels càntics, cantata para dos solistas, coro y orquesta de cámara estrenada al Palacio de la Música Catalana bajo la dirección de Xavier Puig (2006).

## Discografía
- Records i petjades. Obras para piano solo interpretadas por el pianista Santi Riu (Ars harmònica, 2011)[5]
- Camí de cançons.  (Ars harmònica, 2000)[6]
- Quartets catalans. Obras para cuarteto de cuerda de Josep Lluís Guzman, de Anna Cazurra y Jordi Capellas interpretadas por el Quartet Teixidó. (La Mà de Guido, 2015)

## Premios
- 1r Premio de composición coral de la FCEC (Federación Catalana de Entitades Corales,1995)
- Premios Ciudad de Reus (1989,1995 y 1996)